# Provinz Kibuye

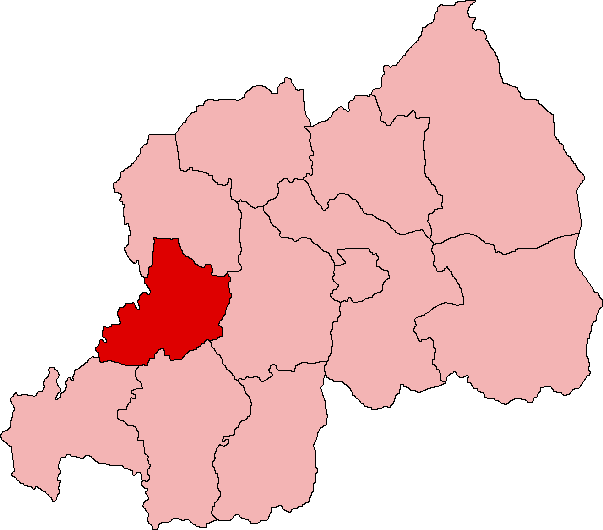
Lage der ehemaligen Provinz Kibuye in Ruanda

Die Provinz Kibuye war eine von zwölf Provinzen der ehemaligen Verwaltungsgliederung Ruandas. Im Januar 2006 wurden diese in eine kleinere Anzahl neuer Provinzen eingeteilt, um ethnisch vielfältigere Verwaltungsgebiete zu schaffen. Die Provinz Kibuye befand sich im Westen Ruandas am Kiwusee. Nachbarprovinzen waren im Norden Gisenyi, im Osten Gitarama, im Süden Gikongoro und im Südwesten Cyangugu. Provinzhauptstadt war die Stadt Kibuye, die heute zur Westprovinz gehört.
Die Provinz unterteilte sich in die folgenden sechs Distrikte:
1. Kibuye
2. Gisunzu
3. Rutsiro – ein gleichnamiger Distrikt Rutsiro existiert heute in der Westprovinz
4. Budaha
5. Itabire
6. Rusenyi